# Salix eriostachya
Salix eriostachya ist eine Art aus der Gattung der Weiden (Salix) und wächst als Strauch. Die Blattspreiten haben eine Länge von 4 bis 11 Zentimetern. Das natürliche Verbreitungsgebiet der Art liegt in Indien, Nepal und China.

## Beschreibung
Salix eriostachya wächst als Strauch. Die Zweige sind schwarz oder dunkelbraun, kahl oder beinahe kahl. Die Knospen sind fein behaart. Die Laubblätter haben einen etwa 1,3 Zentimeter langen, auf der Oberseite behaarten Blattstiel. Die Blattspreite ist länglich, verkehrt eiförmig oder verkehrt lanzettlich, 4 bis 11 Zentimeter lang und 1,5 bis 3 Zentimeter breit. Der Blattrand ist ganzrandig oder entfernt drüsig gezähnt, die Blattbasis keilförmig bis breit keilförmig, das Blattende spitz bis kurz zugespitzt. Die Blattoberseite ist dunkelgrün, die Unterseite grünlich. Beide Seiten sind anfangs flaumhaarig oder zottig behaart und später verkahlend. Die Blattadern sind an der Blattunterseite vorstehend. Je Blatt werden 15 bis 20 seitliche Adernpaare gebildet. Die netzartig verlaufenden Adern sind nur undeutlich ausgeprägt. Die Nebenblätter sind eiförmig, etwa 1 Millimeter lang, kahl und gezähnt.
Die Blütenstände sind etwa 3,5 Zentimeter lange und 6 Millimeter durchmessende Kätzchen. Der Blütenstandsstiel ist etwa 2,5 Zentimeter lang und trägt kleine Blätter. Die Blütenstandsachse ist samtig. Die Tragblätter sind verkehrt eiförmig, 2 bis 3 Millimeter lang und daunig behaart. Der Blattrand ist ganzrandig oder ausgeschnitten. Männliche Blüten haben eine eiförmig, etwa 0,5 Millimeter lange adaxiale und eine sehr kleine abaxiale Nektardrüse. Es werden zwei getrennte Staubblätter mit an der Basis daunig behaarten Staubfäden gebildet. Die Staubbeutel sind gelb. Die fruchtenden, weiblichen Kätzchen sind etwa 9 Zentimeter lang bei einem Durchmesser von etwa 1,5 Zentimetern. Weibliche Blüten haben meist zwei Nektardrüsen, wobei die abaxiale fehlen kann. Die adaxiale Drüse ist breit eiförmig und etwa 0,5 Millimeter lang. Der Fruchtknoten ist sitzend und weiß zottig behaart. Der Griffel ist 2 Millimeter lang und zweigeteilt. Die Narbe ist linealisch und geteilt. Die Früchte sind schmal eiförmige, etwa 6 Millimeter lange und fein behaarte Kapseln. Salix eriostachya blüht im Juni, die Früchte reifen von Juli bis August.

## Verbreitung und Ökologie
Das natürliche Verbreitungsgebiet liegt in Indien, in Nepal, in den chinesischen Provinzen Sichuan und Yunnan und im Autonomen Gebiet Tibet. Dort wächst sie im Gebirge in Höhen von 3000 bis 5000 Metern.

## Systematik
Salix eriostachya ist eine Art aus der Gattung der Weiden (Salix) in der Familie der Weidengewächse (Salicaceae). Dort wird sie der Sektion Psilostigmatae zugeordnet. Sie wurde 1851 von Nils Johan Andersson wissenschaftlich beschrieben, wobei die Beschreibung auf einer ungültigen von Nathaniel Wallich basierte. Vertreter der Art werden von manchen Botanikern der Art Salix ernestii zugerechnet.
Die Flora of China gibt zwei Varietäten an:
- Salix eriostachya var. eriostachya: Der Fruchtknoten ist sitzend, der Blütenstandsstiel etwa 2,5 Zentimeter lang und die Tragblätter 2 bis 3 Millimeter lang.[1]
- Salix eriostachya var. lineariloba (N. Chao) G. Zhu: Der Fruchtknoten ist kurz gestielt, die Kätzchen beinahe sitzend und die Tragblätter sind etwa 1,5 Millimeter lang.[1]

Laut The Plant List wird eine dritte Varietät unterschieden:
- Salix eriostachya var. angustifolia (C.F. Fang) N. Chao[4]